# Sheldon Adelson
Pour les articles homonymes, voir Adelson.
Sheldon Adelson, né le 4 août 1933 à Boston et mort le 12 janvier 2021 à Malibu, est un milliardaire américain. Il est un magnat de l'immobilier et des jeux d'argent. Politiquement conservateur, il soutient plusieurs présidents républicains aux États-Unis ainsi que Benyamin Netanyahou en Israël.
Il détient de nombreux casinos et hôtels, notamment à Las Vegas, Singapour et Macao.
Adelson est connu comme un des plus importants donateurs du Parti républicain américain, au point d'être souvent surnommé le « faiseur de rois » ,.
Il est un soutien majeur de George W. Bush et Mitt Romney, et le plus important donateur financier de la campagne de Donald Trump en 2016.
En Israël, il est un allié politique majeur de Benyamin Netanyahou et lance plusieurs journaux pour le soutenir.

## Biographie

### Carrière professionnelle
Il est le fils de Sarah Tonkin, une couturière galloise, et d'Arthur Adelson, un chauffeur de taxi d'origine juive ukrainienne. Il grandit dans un petit appartement de la banlieue de Boston. À 12 ans, il commence à travailler comme vendeur de journaux dans la rue puis à 16 ans avec des machines à bonbons.
Il étudie à l'université, est réformé de l'armée, puis se lance dans les affaires. Il vend d'abord divers produits (trousses de toilette, liquide pour dégivrer les pare-brise) puis devient courtier en prêt et conseiller en investissements[Comment ?]. Il crée par la suite plusieurs sociétés. À 30 ans, alors qu'il possède 5 millions de dollars, il déclare : « Le prochain pas doit être plus osé que le précédent ». En 1979, à Las Vegas, il crée et développe avec des partenaires un salon de l'informatique, le COMDEX, dont il fera le premier salon mondial de l'informatique et qu'il cédera en 1995 pour 860 millions de dollars. En 1988, toujours avec des partenaires, il acquiert dans la capitale du jeu l'hôtel-casino-hôtel The Sands. L'année qui suit, il lui adjoint un centre d'exposition et de congrès nouvellement construit,,.

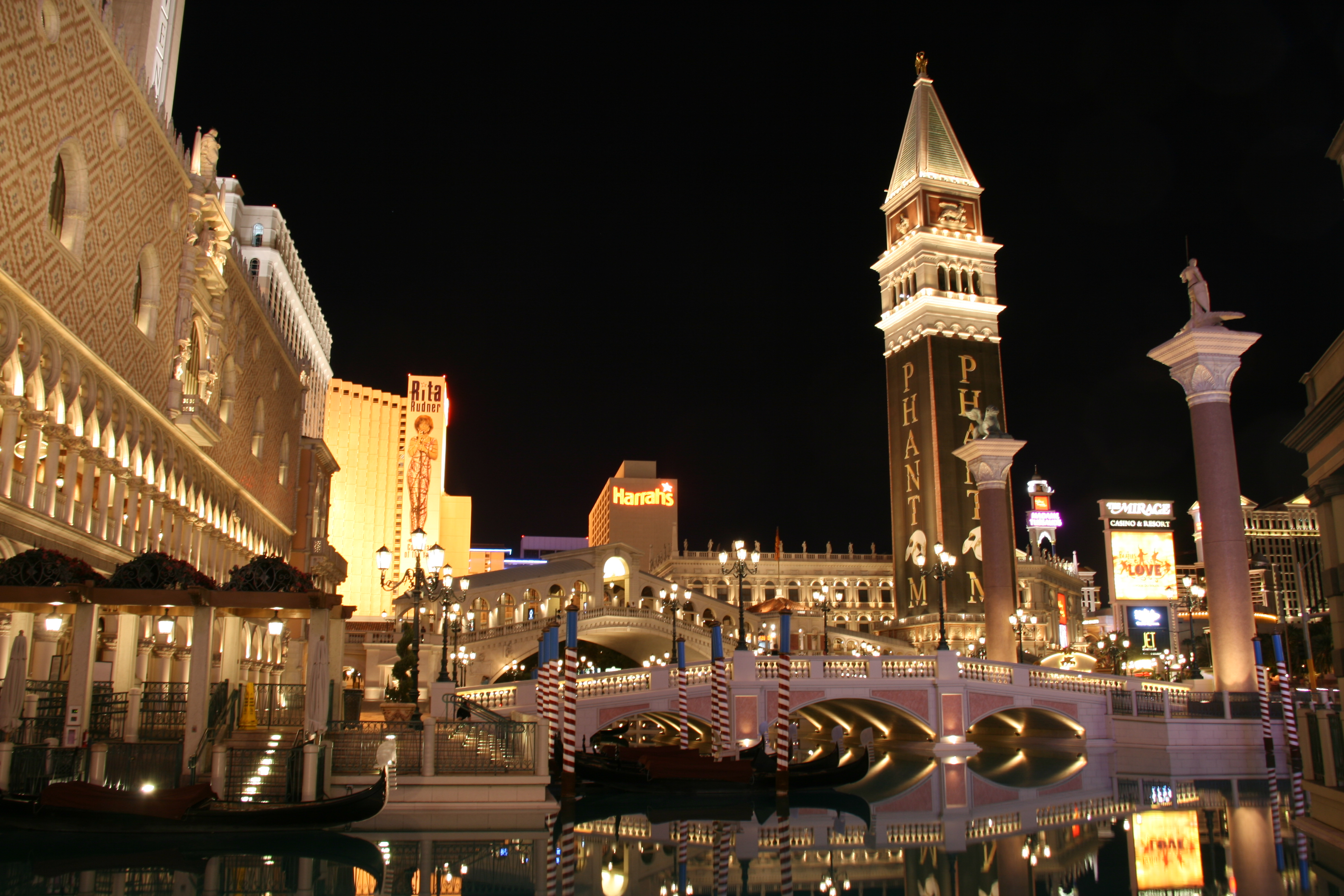
L'hôtel-casino Venetian à Las Vegas.

En 1991, en lune de miel à Venise avec son épouse Miriam, il a l'idée de faire construire un gigantesque et moderne hôtel-casino reproduisant des bâtiments et des canaux de la cité des doges à Las Vegas. Cela donnera The Venetian, construit pour 1,5 milliard de dollars à la place de l'historique Sands, qu'il fait détruire, révolutionnant l'industrie hôtelière de Las Vegas, l'orientant alors autant vers le divertissement et les congrès que vers le jeu. En 2003, il y fera ajouter une tour de 1013 suites. Depuis, il a investi, toujours dans les casinos, à Macao et à Singapour (notamment le Marina Bay Sands),,.
En 2008-2009, pendant la crise des subprimes, il manque de peu la faillite, perdant 93 % de sa fortune, lui restant 3,5 milliards de dollars. Il rebondit ensuite grâce à des investissements en Asie, bien que plusieurs procès l'opposent à des intermédiaires chinois au sujet de casinos, qui lui réclament 550 millions de dollars. En 2016, son groupe paie une amende de 9 millions de dollars, ayant admis avoir versé des pots-de-vin à des dirigeants étrangers. En 2017, possédant 38,4 milliards de dollars, il est à la tête de la 18e fortune mondiale. À sa mort début 2021, sa fortune pèse 35 milliards de dollars.

### Soutien au Parti républicain et prises de positions
Issu d'une famille démocrate, Sheldon Adelson est un fervent soutien du Parti républicain. En 2012, il déclare au magazine Forbes :

« Je suis contre les gens très riches qui essaient d’influencer ou influencent des élections. Mais tant que c’est faisable, je vais le faire. »

Il souhaite notamment concurrencer le milliardaire George Soros et le Parti démocrate. Son hostilité aux membres de ce parti est manifeste, pas « parce que je ne voulais pas payer d’impôts » affirme-t-il, mais car ils ne défendraient pas les entrepreneurs.
Sheldon Adelson ne se préoccupe toutefois pas de sujets comme l'avortement, le mariage homosexuel, les armes à feu ou l'immigration, se focalisant uniquement sur Israël, les impôts et la lutte contre la drogue. Il est opposé à une solution à deux États dans le cadre du conflit israélo-palestinien, qu’il considère être « un tremplin vers la destruction du peuple juif », prônant l’annexion des territoires palestiniens occupés. Il rompt avec l'AIPAC, le lobby américain pro-israélien, pour son soutien à un plan d'aide aux Palestiniens, « un peuple qui n'existe pas » selon lui.
À l'occasion, il essaie de créer une organisation alternative à l'AIPAC.
La mort de son fils Mitchell d'une overdose en 2016 l'amène à s'opposer à la légalisation du cannabis.
Après avoir soutenu le président républicain sortant George W. Bush lors de l'élection présidentielle américaine de 2004, il finance Newt Gingrich pendant les primaires républicaines en vue de l'élection présidentielle de 2012 puis se reporte sur Mitt Romney après le retrait du premier. Il aura donné en tout 60 millions de dollars pendant cette campagne, lors de laquelle il espérait faire battre le président démocrate sortant Barack Obama, pourtant réélu.
En octobre 2013, Sheldon Adelson déclare publiquement qu'il lui semblerait bon d'envoyer quelques missiles nucléaires « au milieu de Téhéran » pour lutter contre les ambitions de ce pays de se doter de l'arme nucléaire. Cette déclaration serait à l'origine de la cyberattaque présumée de hackers affiliés à l'Iran contre son entreprise Las Vegas Sands quelques mois plus tard,.

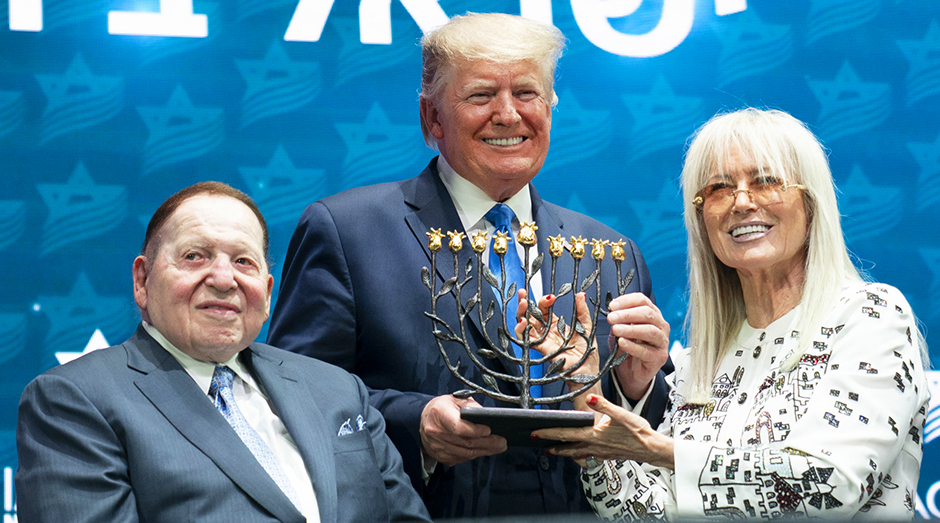
Le couple Adelson et Donald Trump en 2019.

En vue du scrutin présidentiel de 2016, Sheldon Adelson apparaît encore comme un « faiseur de rois », plusieurs personnalités politiques républicaines participant à ses conférences dans l'objectif d'obtenir son appui.
Il apporte finalement son soutien personnel et financier (25 millions pendant sa campagne et 5 millions à sa cérémonie d'investiture) à Donald Trump en mai 2016, lors de la campagne des primaires républicaines.
Le Las Vegas Review-Journal était par ailleurs le seul média important à le soutenir durant la campagne. Sheldon Adelson pèse dans la décision du nouveau président de transférer l'ambassade des États-Unis en Israël de Tel-Aviv à Jérusalem. Il verse 113 millions de dollars au Parti républicain lors des élections de mi-mandat de novembre 2018, puis près de 220 millions de dollars pour la campagne présidentielle de réélection de Donald Trump en 2020.

### Soutien à Israël

#### Fondation Adelson
Il est le fondateur de la Fondation Adelson (Adelson Family Foundation) dont « le but principal » est, selon les termes de cette organisation, « de renforcer l’État d’Israël et le peuple juif ».
La Fondation Adelson donne 4,5 millions de dollars au Centre Shalem de Jérusalem pour la création de l'Institut Adelson d'études stratégiques, lequel Institut est le coorganisateur d'un événement qui a réuni des néoconservateurs américains et européens, la « Conférence internationale sur la démocratie et la sécurité » à Prague en 2007, parfois appelée « l’Internationale néoconservatrice »,.
Entre 2009 et 2013, la Fondation donne 86 millions de dollars à Birthright Israel, aux Chrétiens unis pour Israël, au Fonds national juif et à l' Organisation sioniste d'Amérique. En 2006, Sheldon Adelson donne 25 millions de dollars à l'organisation israélienne Taglit-Birthright Israel, qui finance des voyages de juifs en Israël dans le but de resserrer les liens entre Israël et la diaspora. En 2007, il verse 25 millions de dollars au programme Birthright Israel, permettant à environ 20 000 personnes d'y participer. En 2011, il donne à nouveau 25 millions de dollars pour soutenir le mémorial de Yad Vashem à Jérusalem.
Le couple Adelson a aussi contribué aux Amis de l'IDF, organisation de soutien à l'armée israélienne.
La Fondation finance des organisations considérées comme islamophobes et pro-israéliennes comme le MEMRI, auquel elle donne 750 000 dollars, et le Committee for Accuracy in Middle East Reporting in America (CAMERA), qui reçoit pour sa part 300 000 dollars.

#### Colonisation
Sheldon Adelson est le plus grand donateur américain aux colonies israéliennes : il leur a versé 83 millions de dollars entre 2009 et 2013. Son épouse Miriam a offert 25 millions de dollars à l’université Ariel en Cisjordanie occupée, selon des informations datant de 2014.
En 2017, il verse 20 millions de dollars à la colonie israélienne d’Ariel, au sud de Naplouse. La faculté de médecine de la colonie porte depuis lors le nom de Sheldon Adelson et de son épouse.
En 2018, le président Trump transfère l'ambassade des États-Unis en Israël de Tel-Aviv à Jérusalem, décision que le couple Adelson avait soutenue. La résidence de l'ancienne ambassade, située à Herzliya, près de Tel-Aviv, est désormais vide ; les Adelson la rachètent alors pour un prix record de 67 millions de dollars. La même année, le président américain décore Miriam Adelson de la médaille présidentielle de la Liberté, en présence de son mari, qui souffre d’un cancer du système lymphatique.

#### Journaux
En 2007, Sheldon Adelson fait une offre infructueuse pour devenir le propriétaire d'un des principaux journaux israéliens, Maariv. Par la suite, il parvient à lancer un quotidien gratuit, marqué à droite, nommé Israel Hayom. Son épouse Miriam en est l'éditrice. Israel Hayom, réputé favorable au nouveau Premier ministre israélien de droite, est devenu le second quotidien le plus lu du pays,,. Freedom House, ONG basée aux États-Unis qui rend compte de l'état des libertés civiles dans le monde, a dégradé en 2016 les médias israéliens dans son classement, faisant passer Israël du rang de pays « libre » (en termes de respect de la liberté de la presse) à « partiellement libre », en partie à cause de l'influence jugée néfaste exercée par Israel Hayom, le journal de Sheldon Adelson entièrement voué à la défense de Benyamin Netnayahou. 
En 2014, Sheldon Adelson devient le propriétaire du journal conservateur Makor Rishon, qui avait lui-même acquis à cette date le « quasi défunt Maariv » ; il est dès lors à la tête des principaux médias de droite israéliens, selon The Times of Israel, « ce qui suscite des inquiétudes sur le renforcement d’une uniformité idéologique et sur l’affaiblissement de la critique contre le gouvernement ».
En 2015, le magazine The Forward révèle que le journal Jewish News Syndicate (en) (JNS) a pour principal bailleur de fonds Sheldon Adelson, dont il a reçu 1,2 million de dollars entre 2013 et 2015 ; jusqu'alors, les liens entre ce média et Adelson n'étaient pas connus. La ligne éditoriale du Jewish News Syndicate accorde une grande place au thème des « menaces contre la sécurité d’Israël ». Parmi les membres du conseil d’administration du Jewish News Syndicate figurent deux néoconservateurs américains notoires, Daniel Pipes et Ruth Wisse.

## Activités offshore, paradis fiscaux et proximité avec Donald Trump
Sheldon Adelson fait partie des conseillers, donateurs et membres du cabinet de Donald Trump, repéré par l'International Consortium of Investigative Journalists (ICIJ) comme hommes d'affaires proches alliés de Trump à Wall Street, et comme bénéficiant des réseaux de paradis fiscaux. Les autres conseillers et/ou donateurs auxquels Donald Trump est également redevable, et qu'il a souvent appelé voire nommé près de lui durant son mandat de président, et étant dans ce cas sont Stephen Schwarzman, Wilbur Ross, les frères Koch, Rex Tillerson, Paul Singer, Steve Wynn, Thomas J. Barrack Jr. (en), Gary Cohn, Robert Mercer, Carl Icahn, Geoffrey Harrison Palmer, Randal Quarles (en). Très opposé à la taxation des riches, Schwarzman a comparé le plan de l’administration Obama visant à augmenter les taxes dues par les dirigeants de Hedge funds à l‘« invasion de la Pologne par Hitler » (s’excusant ensuite de cette analogie qu'il a reconnue inappropriée).
En décembre 2015, Sheldon Adelson devient le propriétaire du  Las Vegas Review-Journal, le plus important journal de Las Vegas, pour le prix considéré comme très élevé de 140 millions de dollars ; selon The Forward cette acquisition aurait eu pour objectif d'influer sur la campagne présentielle de 2016 dans le Nevada.

## Vie privée

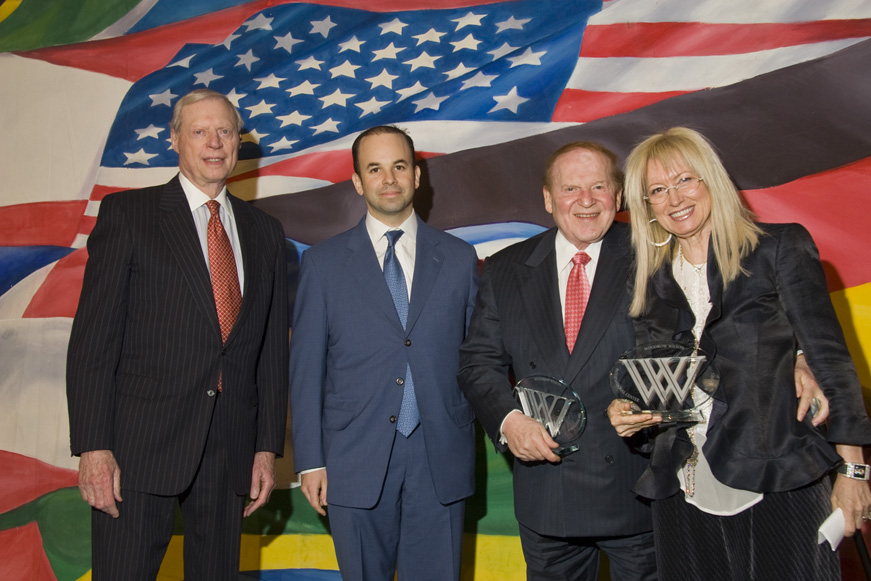
La famille Adelson en 2008.

Après la mort de son père, trop pauvre et malade pour se rendre en Israël, Sheldon Adelson fait lui-même le voyage en portant les chaussures de ce dernier.
Dans les années 1970, Sheldon Adelson vit dans le Massachusetts avec sa femme, Sandra, et ses trois enfants, Mitchell, Gary et Shelley, que Sheldon a adopté quand ils étaient jeunes. Le couple divorce en 1988.
En 1991, il se remarie avec Miriam Ochshorn, une médecin israélo-américaine ; la cérémonie se tient dans une salle de la Knesset (parlement israélien). Le couple s'était rencontré alors que Miriam, spécialiste dans le traitement des toxicomanies, soignait l'un des fils de Sheldon Adelson, qui finira pourtant par mourir d'une overdose. Sheldon et Miriam Adelson ont par la suite financé des programmes médicaux, notamment en ce qui concerne les addictions à l'alcool et la drogue,,.
Décrits comme un couple fusionnel, Sheldon et Miriam Adelson mènent ensemble de nombreuses activités philanthropiques et politiques, notamment tournées vers Israël. Selon ses proches, Miriam Adelson serait à l'origine de l'engagement de plus en plus marqué de son mari en faveur d'Israël.
Sheldon Adelson meurt le 12 janvier 2021 à Malibu, à l'âge de 87 ans. Sa veuve Miriam est sa principale héritière ; elle devient alors la femme la plus riche d'Israël.